# Clan Duncan
El nombre personal Duncan se puede encontrar en los registros más antiguos de Escocia en su forma gaélica Dunchad/Donchadh/Donachie/Donnchadh y otras variantes ortográficas.

## Orígenes
(Dunchad) Duncan, originalmente un nombre de pila es uno de los nombres más antiguos de Escocia, proveniente del pueblo de los escotos de Dal Riata, de origen Irlandés, que colonizaron el suroeste de Escocia alrededor del siglo IV d.C. Dúnchad (Duncan mac Conaing) cogobernó Dalriada con Conall II (c.650 - 654).
Otras teorías antiguas sobre el nombre incluyen la piedra Turpillian, del siglo IV y 9 pies (2,7 m) hallada en Crickhowell, Gales. Una mención particularmente temprana del nombre Duncan aparece inscrita en Ogham en la piedra con la traducción latina "TURPILLI IC IACIT PUUERI TRILUNI DUNOCATI", que se traduce aproximadamente como "El guerrero del fuerte". También se menciona a Dunchad (Duncan), el 11.º abad de Iona, 707 - 717 d.C. (más tarde St. Dunchadh) y Dunchad (Duncan), el 39.º abad en 989 d. C.
Los registros de esta época son escasos y no es hasta después de la unificación por Kenneth MacAlpin alrededor del año 843 d. C. de los escoceses celtas de Dál Riata (Dalriada) y los pictos del norte de Gran Bretaña en la que comenzamos a ver que el nombre se usa en otras partes. de Escocia Una de las primeras referencias a Dunchad/Donchad se encuentra en los márgenes del Libro de Deer del siglo XI, el escrito más antiguo en gaélico escocés conocido en Escocia. Estos manuscritos fueron escritos por los monjes de la Abadía de Deer en Aberdeenshire .
Cuando Duncan I subió al trono escocés, a diferencia del "Rey Duncan" del Macbeth de Shakespeare, parece haber sido un hombre joven. Sucedió a su abuelo Malcolm II como rey después de la muerte de este último el 25 de noviembre de 1034, sin oposición aparente. Es posible que haya sido el sucesor reconocido de Malcolm o tánaise, ya que no parece haber habido incidentes en el proceso sucesorio. Duncan habría conseguido mantener tranquilos al resto de su familia, especialmente a sus primos Thorfinn el Poderoso, Conde de Orkney y Macbeth y a la reina Gruoch, esposa de Macbeth. Sin embargo, en 1040, Duncan había perdido la corona a Macbeth.

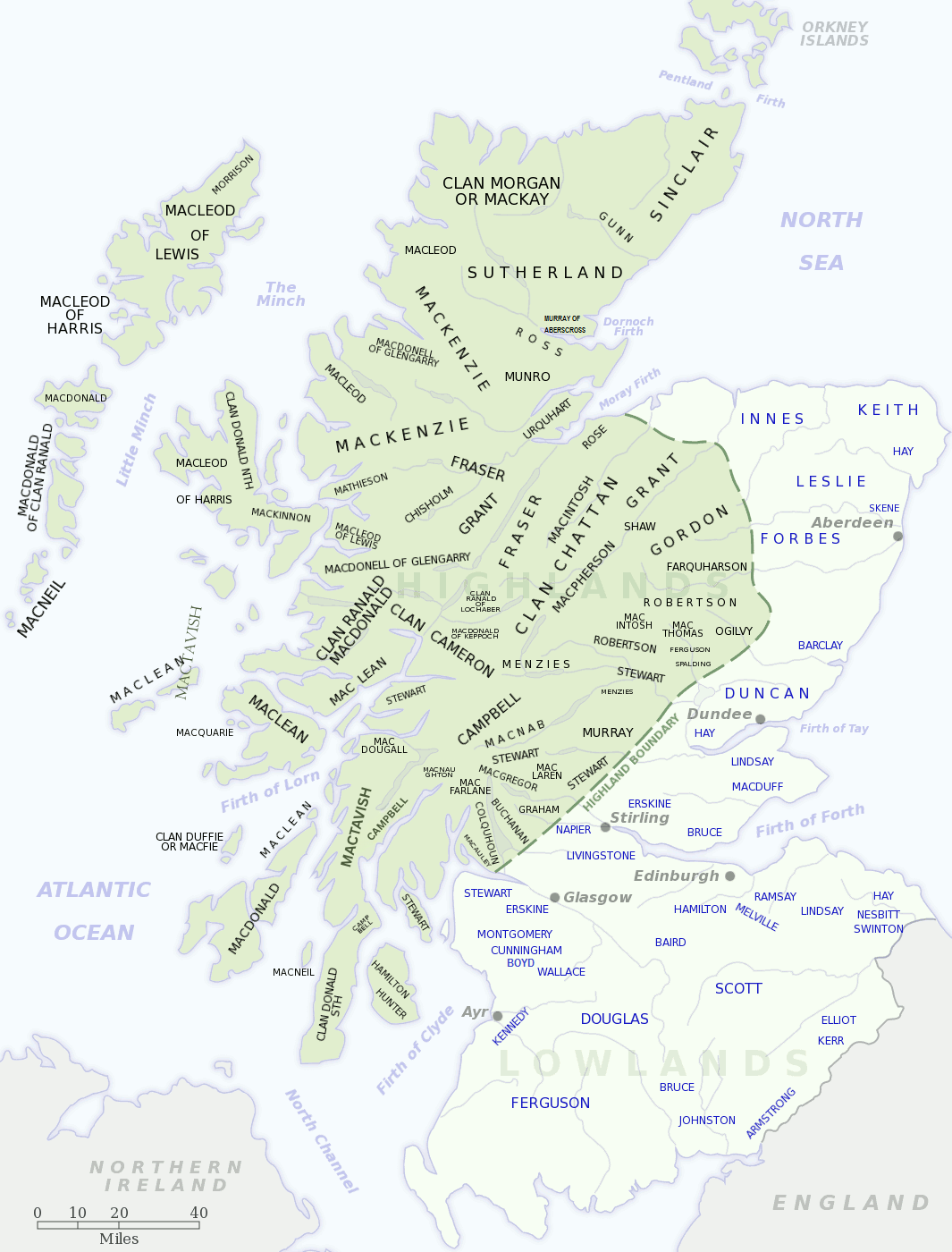
Mapa de los clanes escoceses

Cincuenta y cuatro años después, a pesar de ser hijo de Malcolm Canmore, Duncan II también había muerto a manos de sus familiares. Aunque Duncan había dejado un hijo, el trono fue ocupado por su medio hermano menor, uno de los hijos de la reina inglesa Margarita .
Ewyn (Ewan) fitz Duncan fue uno de los firmantes de 'The Ragman Rolls', la escritura de homenaje redactada por Eduardo I de Inglaterra para comprometer al rey y los nobles de Escocia.
John Duncan era el propietario de una propiedad en Berwick en 1367. El alcalde de este puerto fronterizo se registra como John Duncanson, con toda probabilidad el hijo del anterior.
Según un relato, un Clan Donachie/Donnachadh habría surgido a principios del siglo XIV de los Condes de Athole . Se dice que el nombre del clan provendría de Donnachadh Reamhar -'Stout Duncan'. Cuenta la leyenda que este jefe llevó al clan a la Batalla de Bannockburn en 1314. Tanto los Duncan como el Clan Donnachaidh (Robertsons) descienden del 4.º Jefe Donachie/Donnachadh.
Los Duncan predominantes del este de Escocia eran los Duncan de Lundie en Forfarshire . No sólo controlaban la baronía de Lundie sino también la hacienda de Gourdie. En 1764, el médico de Jorge III, Sir William Duncan, fue nombrado Baronet. Para 1795, Adam Duncan de Lundie se había convertido en Comandante de la Flota en el Mar del Norte y Almirante del Azul . Con una gloriosa carrera de victorias, fue nombrado primer vizconde Duncan de Camperdown en 1797 y su hijo segundo conde de Camperdown en 1831. El título se extinguió en 1933 con la muerte de George Alexander Philips Haldane Haldane-Duncan, cuarto conde de Camperdown (1845-1933) en Boston, Massachusetts . El nombre de Duncan en Escocia es más prominente en Aberdeenshire, Dundee & Angus y Fife.

## Castillos

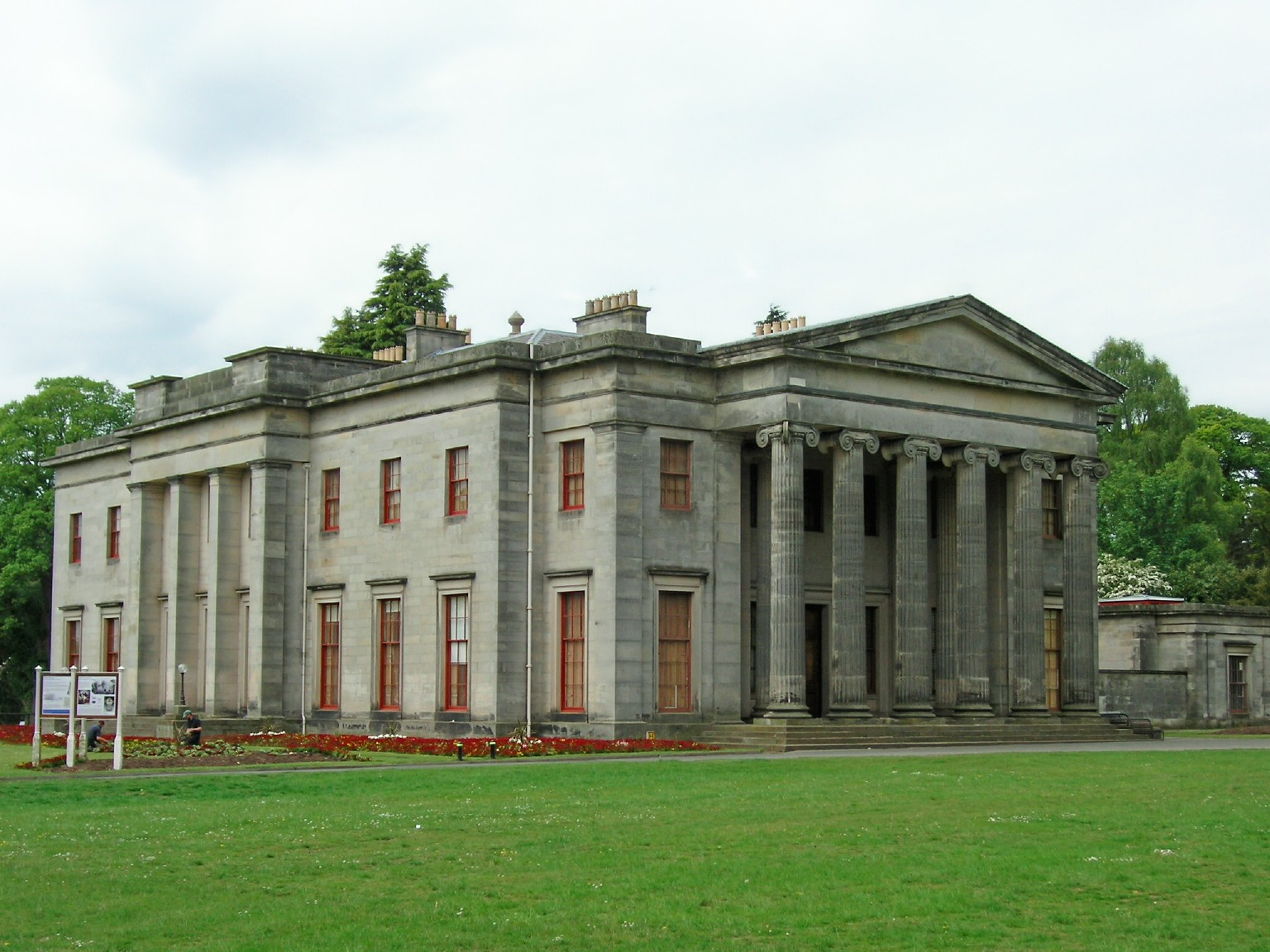
Camperdown House Dundee, hogar de los Duncan de Seaside y Lundie, condes de Camperdown

- El castillo de Lundie, se levantó en su momento a siete millas al sureste de Coupar Angus, pero no quedan restos.[15] Las tierras estaban en manos de los Duncan, muchos de ellos enterrados en el cercano cementerio de Lundie.[15] El castillo fue demolido y reemplazado por una casa en el siglo XVII, que a su vez fue demolida para dar paso a la mansión actual.[15]
- Camperdown House fue construida por los Duncan en el siglo XIX en 400 acres de parque.[15] Los terrenos son ahora un parque rural.[15] A partir de 2008, se proyectó la construcción de un museo en Camperdown House acerca de Adam Duncan, vizconde de Duncan y su victoria en Camperdown .[15]

## Ramas
Casas territoriales de Duncan, Lairds y Barones 
- Duncan de Seaside & Lundie (Camperdown)[16]
- Duncan de Jordanstone[16]
- Duncan de Ardownie[16]
- Duncan de Sketraw[16][18]
- Duncan de Mott[16]
- Duncan de Parkhill[16]
- Beveridge-Duncan de Damside[16]
- Gomme-Duncan de Dunbarney[16]

## Posición del clan

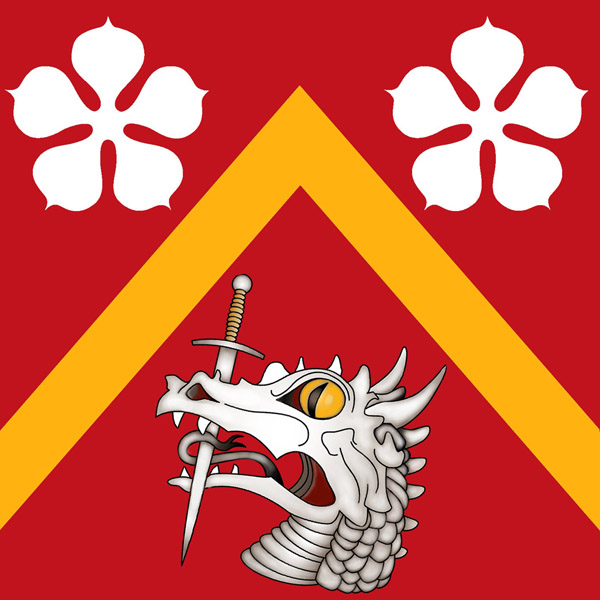
Estandarte personal de John Duncan de Sketraw, Laird de Sketraw

El Clan Duncan es un clan armígero pero sin actual jefe del nombre Duncan. Por el momento, el clan está dirigido por la Casa Territorial Armígera de Duncan de Sketraw. Tanto los escudos de armas como la designación territorial se registran en el Registro público de todas las armas y portes de Escocia . El objetivo de la Sociedad Clan Duncan es tener un jefe con el nombre de Duncan o una de las diversas variantes ortográficas reconocidas oficialmente por el Lord Lyon King of Arms, ya sea por un vínculo genealógico comprobado con el último jefe alrededor de 1434 o más probablemente por el proceso de derbfine establecido por Lord Lyon, para obtener el reconocimiento oficial de un jefe de clan Duncan.

## Tartanes del clan

Duncan de Sketraw Clan/Family Tartan 2005

Duncan o Leslie of Wardis  es el tartán más antiguo y data de alrededor de 1880. Poco se sabe por qué el tartán lleva también el nombre de Leslie of Wardis, una familia de Aberdeenshire; sin embargo, siempre se ha asociado y conocido como el tartán Clan Duncan.
Contador de hilos: K/8 G42 W6 G42 B42 R/8 (medio ajuste con conteo completo en los pivotes).
Duncan de Sketraw  tartán diseñado en 2005 por Brian Wilton de Scottish Tartans Authority .
Cantidad de hilos: R/4 K12 G4 K4 G28 K2 Y4 K2 B10 R2 B10 K2 W4 K2 G28 K2 B/4 (medio juego con cuenta completa en los pivotes).
La antigua falda escocesa - no mostrada.